# Llista de rellotges de sol del Vallès Occidental
Llista de rellotges de sol instal·lats de forma permanent en espais públics de la comarca del Vallès Occidental.

## Barberà del Vallès
| Nom                             | Descripció                            | Localització                                  | Coordenades                                          | Fitxa | Imatge                  |
| ------------------------------- | ------------------------------------- | --------------------------------------------- | ---------------------------------------------------- | ----- | ----------------------- |
| Avinguda del Castell de Barberà | Inscripció: Transit hora manent opera | Barberà del Vallès Av. del Castell de Barberà | 41° 31′ 14″ N, 2° 08′ 40″ E / 41.520517°N,2.144467°E | fitxa | Carregueu una nova foto |
| Can Salvatella                  |                                       | Barberà del Vallès Av. Salvatella, 83         | 41° 30′ 53″ N, 2° 09′ 22″ E / 41.514798°N,2.156051°E | fitxa | Carregueu una nova foto |

## Castellar del Vallès
| Nom                             | Descripció                                       | Localització                                                                 | Coordenades                                          | Fitxa | Imatge                                                                           |
| ------------------------------- | ------------------------------------------------ | ---------------------------------------------------------------------------- | ---------------------------------------------------- | ----- | -------------------------------------------------------------------------------- |
| Can Carner                      | Inscripció: Anno Dmni MCMVII                     | Castellar del Vallès Camí del Molí d'en Busquets                             | 41° 36′ 12″ N, 2° 04′ 58″ E / 41.603427°N,2.082802°E | fitxa | Can Carner (Castellar del Vallès) · Vegeu més fotos · Carregueu una nova foto    |
| Can Sabater Vell                |                                                  | Castellar del Vallès Ctra. a Sant Llorenç Savall, km 12                      | 41° 38′ 21″ N, 2° 03′ 23″ E / 41.639180°N,2.056326°E | fitxa | Can Sabater Vell (Castellar del Vallès) · Carregueu una nova foto                |
| Can Torrella                    |                                                  | Castellar del Vallès                                                         | 41° 35′ 57″ N, 2° 04′ 01″ E / 41.599262°N,2.066933°E | fitxa | Carregueu una nova foto                                                          |
| Casa l'Illa                     |                                                  | Castellar del Vallès Ctra. a Sant Llorenç Savall, Cases de les Arenes        | 41° 38′ 42″ N, 2° 03′ 19″ E / 41.644948°N,2.055267°E | fitxa | Casa l'Illa (Castellar del Vallès) · Vegeu més fotos · Carregueu una nova foto   |
| Carrer Caldes, 10               |                                                  | Castellar del Vallès C. Caldes, 10, façana posterior i pati interior         | 41° 37′ 03″ N, 2° 05′ 21″ E / 41.617402°N,2.089135°E | fitxa | Carrer Caldes, 10 (Castellar del Vallès) · Carregueu una nova foto               |
| Carrer Caldes, 20               |                                                  | Castellar del Vallès C. Caldes, 20, façana posterior i pati interior         | 41° 37′ 02″ N, 2° 05′ 22″ E / 41.617188°N,2.089552°E | fitxa | Carrer Caldes, 20 (Castellar del Vallès) · Carregueu una nova foto               |
| Carrer del Centre, 21-23        | Inscripció: 1713                                 | Castellar del Vallès C. del Centre, 21-23                                    | 41° 37′ 03″ N, 2° 05′ 16″ E / 41.617600°N,2.087900°E | fitxa | Carrer del Centre, 21-23 (Castellar del Vallès) · Carregueu una nova foto        |
| Carrer Sant Llorenç, 53         | Inscripció: Sol lucet omnibus                    | Castellar del Vallès C. Sant Llorenç, 53                                     | 41° 37′ 13″ N, 2° 05′ 25″ E / 41.620167°N,2.090250°E | fitxa | Carrer Sant Llorenç, 53 (Castellar del Vallès) · Carregueu una nova foto         |
| Cal Pifarré                     |                                                  | Castellar del Vallès C. Sant Miquel, 22, pati interior                       | 41° 37′ 04″ N, 2° 05′ 23″ E / 41.617728°N,2.089692°E | fitxa | Cal Pifarré (Castellar del Vallès) · Carregueu una nova foto                     |
| Cal Font                        | Inscripció: Tempus fugit                         | Castellar del Vallès C. de Dalt, barri Cases de les Arenes                   | 41° 38′ 46″ N, 2° 03′ 32″ E / 41.646036°N,2.058985°E | fitxa | Cal Font (Castellar del Vallès) · Carregueu una nova foto                        |
| Cal Ros                         |                                                  | Castellar del Vallès C. de les Fonts, 7                                      | 41° 35′ 44″ N, 2° 03′ 55″ E / 41.595504°N,2.065349°E | fitxa | Cal Ros (Castellar del Vallès) · Carregueu una nova foto                         |
| Cal Tardà                       |                                                  | Castellar del Vallès C. les Roques, 2                                        | 41° 37′ 06″ N, 2° 05′ 23″ E / 41.618200°N,2.089717°E | fitxa | Cal Tardà (Castellar del Vallès) · Carregueu una nova foto                       |
| Can Casamada                    |                                                  | Castellar del Vallès                                                         | 41° 35′ 59″ N, 2° 06′ 14″ E / 41.59982°N,2.103871°E  | fitxa | Can Casamada (Castellar del Vallès) · Vegeu més fotos · Carregueu una nova foto  |
| Can Font                        | Inscripció: D. R. Año 1876                       | Castellar del Vallès Pl. de Can Font                                         | 41° 35′ 44″ N, 2° 03′ 43″ E / 41.595601°N,2.061860°E | fitxa | Can Font (Castellar del Vallès) · Carregueu una nova foto                        |
| Can Petasques                   |                                                  | Castellar del Vallès C. Puig de la Creu, 60                                  | 41° 37′ 12″ N, 2° 05′ 28″ E / 41.620033°N,2.091233°E | fitxa | Can Petasques (Castellar del Vallès) · Carregueu una nova foto                   |
| Can Quer Vell                   |                                                  | Castellar del Vallès Camí del cementiri a la Salut de Sabadell               |                                                      | fitxa | Carregueu una nova foto                                                          |
| Can Sant Pere                   |                                                  | Castellar del Vallès                                                         | 41° 36′ 03″ N, 2° 05′ 59″ E / 41.600736°N,2.099673°E | fitxa | Can Sant Pere (Castellar del Vallès) · Carregueu una nova foto                   |
| Carrer del Pont, 1              | Inscripció: Un raig de sol en dona vida          | Castellar del Vallès C. del Pont, 1                                          |                                                      | fitxa | Carregueu una nova foto                                                          |
| Ca l'Oliver                     |                                                  | Castellar del Vallès C. del Pont, 2                                          | 41° 36′ 52″ N, 2° 04′ 59″ E / 41.614447°N,2.083133°E | fitxa | Ca l'Oliver (Castellar del Vallès) · Carregueu una nova foto                     |
| Cal Diego                       |                                                  | Castellar del Vallès C. de Dalt, veïnat de les Arenes                        | 41° 38′ 49″ N, 2° 03′ 27″ E / 41.647059°N,2.057372°E | fitxa | Cal Diego (Castellar del Vallès) · Carregueu una nova foto                       |
| Mas Natura                      |                                                  | Castellar del Vallès C. de Baix, veïnat de les Arenes                        | 41° 38′ 48″ N, 2° 03′ 27″ E / 41.646675°N,2.057616°E | fitxa | Mas Natura (Castellar del Vallès) · Carregueu una nova foto                      |
| Torre del Bolet                 | Inscripció: 1921                                 | Castellar del Vallès C. de Dalt, veïnat de les Arenes                        | 41° 38′ 49″ N, 2° 03′ 28″ E / 41.646855°N,2.057775°E | fitxa | Torre del Bolet (Castellar del Vallès) · Carregueu una nova foto                 |
| Cal Joan Coix                   | Inscripció: 1926                                 | Castellar del Vallès Cases de Cal Joan Coix, 6. Sant Feliu del Racó          | 41° 37′ 55″ N, 2° 03′ 56″ E / 41.632036°N,2.065547°E | fitxa | Cal Joan Coix (Castellar del Vallès) · Carregueu una nova foto                   |
| Can Turell                      | Inscripció: Turell any MDCCLCCIV                 | Castellar del Vallès Ctra. a Sant Llorenç Savall, km 10. Sant Feliu del Racó | 41° 38′ 00″ N, 2° 03′ 57″ E / 41.633385°N,2.065942°E | fitxa | Can Turell (Castellar del Vallès) · Vegeu més fotos · Carregueu una nova foto    |
| Casa Pellicer                   |                                                  | Castellar del Vallès Pg. del Setrill, 9-11. Sant Feliu del Racó              | 41° 37′ 26″ N, 2° 03′ 49″ E / 41.623772°N,2.063679°E | fitxa | Casa Pellicer (Castellar del Vallès) · Carregueu una nova foto                   |
| Finca Casanovas                 |                                                  | Castellar del Vallès C. Montserrat, 7, façana posterior. Sant Feliu del Racó | 41° 37′ 26″ N, 2° 04′ 01″ E / 41.624027°N,2.067031°E | fitxa | Finca Casanovas (Castellar del Vallès) · Carregueu una nova foto                 |
| Rectoria de Sant Feliu del Racó | Inscripció: Jo sense sol, tu sense fe, no som re | Castellar del Vallès Sant Feliu del Racó                                     | 41° 37′ 25″ N, 2° 04′ 05″ E / 41.623698°N,2.067944°E | fitxa | Rectoria de Sant Feliu del Racó (Castellar del Vallès) · Carregueu una nova foto |
| Torre Pies d'Albertí            |                                                  | Castellar del Vallès Pg. de les Roques, 48. Sant Feliu del Racó              | 41° 37′ 28″ N, 2° 03′ 42″ E / 41.624371°N,2.061756°E | fitxa | Torre Pies d'Albertí (Castellar del Vallès) · Carregueu una nova foto            |
| Xalet Assumpció, Ca l'Abat      |                                                  | Castellar del Vallès Ctra. de Castellar, 5. Sant Feliu del Racó              | 41° 37′ 21″ N, 2° 04′ 07″ E / 41.622539°N,2.068694°E | fitxa | Xalet Assumpció (Castellar del Vallès) · Carregueu una nova foto                 |
| Carrer Camamilla, 17            |                                                  | Castellar del Vallès C. Camamilla, 17. Urb. Airesol                          | 41° 37′ 12″ N, 2° 05′ 01″ E / 41.619923°N,2.083599°E | fitxa | Carrer Camamilla, 17 (Castellar del Vallès) · Carregueu una nova foto            |
| Carrer del Xiprer, 112          |                                                  | Castellar del Vallès C. del Xiprer, 112, façana sud. Urb. Can Font           | 41° 35′ 42″ N, 2° 03′ 37″ E / 41.595033°N,2.060350°E | fitxa | Carrer del Xiprer, 112 (Castellar del Vallès) · Carregueu una nova foto          |
| Ca n'Oliver                     |                                                  | Castellar del Vallès final carrer J.V. Foix                                  | 41° 36′ 16″ N, 2° 04′ 52″ E / 41.604549°N,2.081033°E |       | Ca n'Oliver (Castellar del Vallès) · Carregueu una nova foto                     |

## Castellbisbal
| Nom                                 | Descripció                                                          | Localització                                                   | Coordenades                                          | Fitxa | Imatge                                                                                          |
| ----------------------------------- | ------------------------------------------------------------------- | -------------------------------------------------------------- | ---------------------------------------------------- | ----- | ----------------------------------------------------------------------------------------------- |
| Ca l'Espardenyer                    | Inscripció: 1867                                                    | Castellbisbal C. Major, 63                                     | 41° 28′ 37″ N, 1° 58′ 49″ E / 41.476933°N,1.980173°E | fitxa | Ca l'Espardenyer (Castellbisbal) · Vegeu més fotos · Carregueu una nova foto                    |
| Ca n'Amat                           |                                                                     | Castellbisbal C. del Mirador del Llobregat - av. Molins de Rei | 41° 28′ 09″ N, 1° 59′ 04″ E / 41.469050°N,1.984317°E | fitxa | Carregueu una nova foto                                                                         |
| Cal Fuster                          | Inscripció: No em miris per que si. Jo escric el teu destí          | Castellbisbal C. Josep Anselm Clavé, 48                        | 41° 28′ 19″ N, 1° 58′ 43″ E / 41.471833°N,1.978667°E | fitxa | Carregueu una nova foto                                                                         |
| Cal Regalat                         | Inscripció: De sol a sol, com el pagès / MDCCCL                     | Castellbisbal C. del Raval, 4                                  | 41° 28′ 41″ N, 1° 58′ 50″ E / 41.477986°N,1.980527°E | fitxa | Carregueu una nova foto                                                                         |
| Can Canyadell - petxina             |                                                                     | Castellbisbal Ctra. B-151 km 7,2                               | 41° 30′ 36″ N, 1° 59′ 01″ E / 41.510017°N,1.983617°E | fitxa | Can Canyadell - petxina (Castellbisbal) · Carregueu una nova foto                               |
| Can Canyadell - rectangular         |                                                                     | Castellbisbal Ctra. B-151 km 7,2                               | 41° 30′ 36″ N, 1° 59′ 01″ E / 41.510050°N,1.983750°E | fitxa | Can Canyadell - rectangular (Castellbisbal) · Carregueu una nova foto                           |
| Can Canyadell - circular            |                                                                     | Castellbisbal Ctra. B-151 km 7,2, façana lateral               | 41° 30′ 37″ N, 1° 59′ 01″ E / 41.510150°N,1.983533°E | fitxa | Can Canyadell - circular (Castellbisbal) · Carregueu una nova foto                              |
| Can Costa                           | Inscripció: Juan Mallol Costa / MCMXXVI                             | Castellbisbal Ctra. B-151 km 4,7                               | 41° 29′ 27″ N, 1° 58′ 56″ E / 41.490967°N,1.982233°E | fitxa | Can Costa (Castellbisbal) · Vegeu més fotos · Carregueu una nova foto                           |
| Can Margarit                        |                                                                     | Castellbisbal C. de la Font del Cabrer, 6                      | 41° 28′ 47″ N, 1° 58′ 51″ E / 41.479617°N,1.980817°E | fitxa | Carregueu una nova foto                                                                         |
| Can Pedrerol de Baix                | Dos rellotges idèntics                                              | Castellbisbal Trencall del c. Ferralla                         | 41° 26′ 46″ N, 1° 59′ 37″ E / 41.446154°N,1.993606°E | fitxa | Can Pedrerol de Baix (Castellbisbal) · Vegeu més fotos · Carregueu una nova foto                |
| Can Ribot                           |                                                                     | Castellbisbal Ctra. B-151, km 7                                | 41° 30′ 26″ N, 1° 59′ 00″ E / 41.507146°N,1.983334°E | fitxa | Carregueu una nova foto                                                                         |
| Can Riquer                          | Inscripció: Segueix com jo ton camí i tindràs bon fi                | Castellbisbal Av. Campanyà. Pol. Ind. Comte de Sert            | 41° 28′ 54″ N, 1° 59′ 05″ E / 41.481717°N,1.984767°E | fitxa | Can Riquer (Castellbisbal) · Vegeu més fotos · Carregueu una nova foto                          |
| Rectoria de Sant Vicenç de Benviure | Inscripció: Ni tu ni jo tindrem corda si no és Déu qui se'n recorda | Castellbisbal Pl. de l'Església                                | 41° 28′ 30″ N, 1° 58′ 51″ E / 41.475022°N,1.980854°E | fitxa | Rectoria de Sant Vicenç de Benviure (Castellbisbal) · Vegeu més fotos · Carregueu una nova foto |

## Cerdanyola del Vallès
| Nom                                           | Descripció                                               | Localització                                                                    | Coordenades                                          | Fitxa | Imatge                                                                                           |
| --------------------------------------------- | -------------------------------------------------------- | ------------------------------------------------------------------------------- | ---------------------------------------------------- | ----- | ------------------------------------------------------------------------------------------------ |
| Carrer Torras i Bages, 23                     |                                                          | Cerdanyola del Vallès C. Torras i Bages, 23                                     |                                                      | fitxa | Carregueu una nova foto                                                                          |
| Carrer Sant Ramon, 194-196                    | Inscripció: Quan el sol em tocarà sabràs l'hora que serà | Cerdanyola del Vallès C. Sant Ramon, 194-196                                    | 41° 29′ 23″ N, 2° 08′ 02″ E / 41.48975°N,2.13375°E   | fitxa | Carrer Sant Ramon, 194-196 (Cerdanyola del Vallès) · Carregueu una nova foto                     |
| Can Catà                                      |                                                          | Cerdanyola del Vallès Prop de l'ermita de Sant Iscle de les Feixes              | 41° 28′ 12″ N, 2° 09′ 01″ E / 41.469994°N,2.150221°E | fitxa | Can Catà (Cerdanyola del Vallès) · Carregueu una nova foto                                       |
| Can Coll, Centre d'Educació Ambiental         |                                                          | Cerdanyola del Vallès Ctra. d'Horta BV-1415, km 2                               | 41° 28′ 25″ N, 2° 07′ 29″ E / 41.47361°N,2.12460°E   | fitxa | Can Coll (Cerdanyola del Vallès) · Carregueu una nova foto                                       |
| Can Fatjó dels Xiprers - sud-est              | Inscripció: Factum abiit monumenta manent                | Cerdanyola del Vallès Ctra. BV-1414 de Bellaterra                               | 41° 29′ 19″ N, 2° 05′ 31″ E / 41.488725°N,2.091833°E | fitxa | Carregueu una nova foto                                                                          |
| Can Fatjó dels Xiprers - sud-oest             | Inscripció: Any 1.922                                    | Cerdanyola del Vallès Ctra. BV-1414 de Bellaterra                               | 41° 29′ 19″ N, 2° 05′ 31″ E / 41.488725°N,2.091833°E | fitxa | Carregueu una nova foto                                                                          |
| Can Serraparera                               | Inscripció: Año 1783                                     | Cerdanyola del Vallès Av. de Roma, 65                                           | 41° 29′ 47″ N, 2° 07′ 48″ E / 41.496400°N,2.129933°E | fitxa | Carregueu una nova foto                                                                          |
| Església vella de Sant Martí                  |                                                          | Cerdanyola del Vallès Cementiri Municipal                                       | 41° 29′ 15″ N, 2° 07′ 25″ E / 41.487533°N,2.123483°E | fitxa | Església vella de Sant Martí (Cerdanyola del Vallès) · Vegeu més fotos · Carregueu una nova foto |
| Masia Can Fatjó del Molí                      |                                                          | Cerdanyola del Vallès Ronda Universitat Autònoma, 1. Parc Tecnològic del Vallès | 41° 29′ 02″ N, 2° 07′ 37″ E / 41.483917°N,2.127083°E | fitxa | Masia Can Fatjó del Molí (Cerdanyola del Vallès) · Vegeu més fotos · Carregueu una nova foto     |
| Escola de Postgrau UAB, antic Mas de Can Miró |                                                          | Cerdanyola del Vallès Bellaterra                                                | 41° 30′ 06″ N, 2° 06′ 08″ E / 41.501550°N,2.102233°E | fitxa | Carregueu una nova foto                                                                          |
| Facultat de Ciències de la UAB                | Inscripció: Urget diem nox et dies noctem                | Cerdanyola del Vallès Bellaterra                                                |                                                      | fitxa | Carregueu una nova foto                                                                          |
| Can Fatjó dels Aurons                         |                                                          | Cerdanyola del Vallès Polígon Can Fatjó                                         | 41° 29′ 26″ N, 2° 05′ 14″ E / 41.490533°N,2.087117°E | fitxa | Can Fatjó dels Aurons (Cerdanyola del Vallès) · Vegeu més fotos · Carregueu una nova foto        |

## Gallifa
| Nom                           | Descripció | Localització                               | Coordenades                                          | Fitxa | Imatge                  |
| ----------------------------- | ---------- | ------------------------------------------ | ---------------------------------------------------- | ----- | ----------------------- |
| Carrer de Cal Ferrer, 11      |            | Gallifa C. Cal Ferrer, 11                  | 41° 41′ 37″ N, 2° 06′ 56″ E / 41.693500°N,2.115433°E | fitxa | Carregueu una nova foto |
| Camí de la Riera, 18          |            | Gallifa Camí de la Riera, 18               | 41° 41′ 33″ N, 2° 07′ 00″ E / 41.692533°N,2.116583°E | fitxa | Carregueu una nova foto |
| Mas el Racó, Fundació Artigas |            | Gallifa Al costat de l'església parroquial | 41° 41′ 43″ N, 2° 06′ 47″ E / 41.695143°N,2.112986°E | fitxa | Carregueu una nova foto |
| Xalesta                       |            | Gallifa Camí de la Riera, 15               |                                                      | fitxa | Carregueu una nova foto |

## Matadepera
| Nom                                     | Descripció                                                    | Localització                                                                                  | Coordenades                                            | Fitxa | Imatge                                                                    |
| --------------------------------------- | ------------------------------------------------------------- | --------------------------------------------------------------------------------------------- | ------------------------------------------------------ | ----- | ------------------------------------------------------------------------- |
| Carrer Jaume I, 9                       |                                                               | Matadepera C. Jaume I, 9.                                                                     | 41° 35′ 52″ N, 2° 01′ 32″ E / 41.597800°N,2.025500°E   | fitxa | Carregueu una nova foto                                                   |
| Torre Eduard Noguera                    | Inscripció: Jo sense sol, tu sense fe, no som res / MCMLIII   | Matadepera C. Poeta Maragall, 1                                                               | 41° 36′ 09″ N, 2° 01′ 41″ E / 41.602600°N,2.027967°E   | fitxa | Torre Eduard Noguera (Matadepera) · Carregueu una nova foto               |
| Can Torrella de Baix                    | Inscripció: Les hores fugen depressa... Fugen i no tornen mes | Matadepera Ctra. BV-1221 km 4                                                                 | 41° 36′ 27″ N, 2° 00′ 43″ E / 41.607383°N,2.011967°E   | fitxa | Can Torrella de Baix (Matadepera) · Carregueu una nova foto               |
| Masia la Mateta, la Mata Xica - sud-est |                                                               | Matadepera Entre el cementiri i Can Roure                                                     |                                                        | fitxa | Carregueu una nova foto                                                   |
| Masia la Mateta, la Mata Xica - nord    |                                                               | Matadepera Entre el cementiri i Can Roure                                                     |                                                        | fitxa | Carregueu una nova foto                                                   |
| Restaurant Can Solà del Pla             |                                                               | Matadepera                                                                                    |                                                        | fitxa | Can Solà del Pla (Matadepera) · Vegeu més fotos · Carregueu una nova foto |
| Can Gorina                              |                                                               | Matadepera Camí de la Font de la Tartana, 48                                                  | 41° 36′ 27″ N, 2° 01′ 45″ E / 41.60742°N,2.029214°E    | fitxa | Can Gorina (Matadepera) · Carregueu una nova foto                         |
| Can Torres                              | Inscripció: De rellotge de sol no en té qui vol               | Matadepera C. Camí Font de la Tartana. Parc Natural de Sant Llorenç de Munt i Serra de l'Obac | 41° 37′ 15″ N, 2° 01′ 43″ E / 41.620953°N,2.028641°E   | fitxa | Carregueu una nova foto                                                   |
| Carrer Eduvigis Rosas                   |                                                               | Matadepera C. Eduvigis Rosas - c. Pompeu Fabra                                                | 41° 35′ 54″ N, 2° 01′ 48″ E / 41.598355°N,2.030101°E   | fitxa | Carregueu una nova foto                                                   |
| Casa de Pere Aldavert                   | Inscripció: 1897 / Sine sole sileo                            | Matadepera C. Sant Joan, 28                                                                   | 41° 35′ 55″ N, 2° 01′ 42″ E / 41.5987048°N,2.0283432°E | fitxa | Casa de Pere Aldavert (Matadepera) · Carregueu una nova foto              |
| Cal Gamell                              | Inscripció: Em mou la llum                                    | Matadepera C. Sant Joan, 58                                                                   | 41° 35′ 58″ N, 2° 01′ 38″ E / 41.5994912°N,2.0272264°E | fitxa | Cal Gamell (Matadepera) · Carregueu una nova foto                         |
| Plaça Sant Jordi                        | Monumental. Inscripció: Conto les meves hores serenes         | Matadepera Pl. Sant Jordi                                                                     | 41° 36′ 10″ N, 2° 01′ 24″ E / 41.6028581°N,2.0233866°E | fitxa | Plaça Sant Jordi (Matadepera) · Carregueu una nova foto                   |
| Restaurant Can Vinyers                  | Dos rellotges                                                 | Matadepera C. de Pompeu Fabra                                                                 | 41° 35′ 57″ N, 2° 01′ 55″ E / 41.599275°N,2.031832°E   | fitxa | Can Vinyers (Matadepera) · Carregueu una nova foto                        |
| Restaurant Masia la Tartana             |                                                               | Matadepera Camí de la Font de la Tartana, 81                                                  | 41° 36′ 35″ N, 2° 01′ 55″ E / 41.60981°N,2.03203°E     | fitxa | Masia la Tartana (Matadepera) · Carregueu una nova foto                   |

## Montcada i Reixac
| Nom                             | Descripció                                                          | Localització                                                     | Coordenades                                           | Fitxa | Imatge                                                                                          |
| ------------------------------- | ------------------------------------------------------------------- | ---------------------------------------------------------------- | ----------------------------------------------------- | ----- | ----------------------------------------------------------------------------------------------- |
| Can Bonet                       | Inscripció: Any 1918 / Lo bon Deu me do la vida                     | Montcada i Reixac Ctra. BV-5001 de la Roca, km 8,1               | 41° 29′ 24″ N, 2° 11′ 44″ E / 41.490083°N,2.195467°E  | fitxa | Carregueu una nova foto                                                                         |
| Can Moià                        |                                                                     | Montcada i Reixac Ctra. BV-5001 de la Roca, km 8,3               | 41° 29′ 39″ N, 2° 11′ 54″ E / 41.494167°N,2.198417°E  | fitxa | Carregueu una nova foto                                                                         |
| Església de Sant Pere de Reixac | Inscripció: Beneïda sia la llum del dia i Nostramo qui ens la envia | Montcada i Reixac                                                | 41° 29′ 45″ N, 2° 12′ 23″ E / 41.495800°N,2.206450°E  | fitxa | Església de Sant Pere de Reixac (Montcada i Reixac) · Vegeu més fotos · Carregueu una nova foto |
| Torre Alemany                   | Inscripció: Horas non numero nisi serenas                           | Montcada i Reixac C. Balmes, 44                                  | 41° 28′ 51″ N, 2° 11′ 08″ E / 41.480917°N,2.185567°E  | fitxa | Carregueu una nova foto                                                                         |
| Turó de Montcada                | Sobre dos plafons explicatius                                       | Montcada i Reixac Serra de Collserola                            |                                                       | fitxa | Carregueu una nova foto                                                                         |
| Can Viola                       |                                                                     | Montcada i Reixac Ctra. C-155 km 7,5. Gallecs                    | 41° 34′ 08″ N, 2° 11′ 29″ E / 41.568750°N,2.191350°E  | fitxa | Carregueu una nova foto                                                                         |
| Carrer Antoni Pujadas, 25       |                                                                     | Montcada i Reixac C. Antoni Pujadas, 25. Santa Maria de Montcada | 41° 28′ 54″ N, 2° 10′ 15″ E / 41.481585°N,2.1709395°E | fitxa | Carregueu una nova foto                                                                         |
| Can Pons                        |                                                                     | Montcada i Reixac Ctra. BV-5011, km 7,1                          | 41° 28′ 51″ N, 2° 12′ 19″ E / 41.480926°N,2.205271°E  |       | Carregueu una nova foto                                                                         |

## Palau-solità i Plegamans
| Nom                                         | Descripció                          | Localització                                                                   | Coordenades                                          | Fitxa | Imatge                  |
| ------------------------------------------- | ----------------------------------- | ------------------------------------------------------------------------------ | ---------------------------------------------------- | ----- | ----------------------- |
| Carrer de Can Jan, 4                        | Inscripció: Carpe diem / 1991       | Palau-solità i Plegamans C. de Can Jan, 4                                      | 41° 35′ 01″ N, 2° 10′ 06″ E / 41.583667°N,2.168450°E | fitxa | Carregueu una nova foto |
| Carrer de Sant Oleguer, 11                  |                                     | Palau-solità i Plegamans C. de Sant Oleguer, 11                                | 41° 35′ 04″ N, 2° 10′ 06″ E / 41.584450°N,2.168367°E | fitxa | Carregueu una nova foto |
| Camí de la Serra, 146                       |                                     | Palau-solità i Plegamans Camí de la Serra, 146 - c. Cedrers. Urb. Turó Castell |                                                      | fitxa | Carregueu una nova foto |
| Avinguda Catalunya, 127 A                   |                                     | Palau-solità i Plegamans Av. Catalunya, 127 A, façana lateral                  | 41° 34′ 49″ N, 2° 10′ 51″ E / 41.580354°N,2.180696°E | fitxa | Carregueu una nova foto |
| Carrer Arquitecte Falguera, 24              | Inscripció: Any 1862                | Palau-solità i Plegamans C. Arquitecte Falguera, 24                            | 41° 35′ 37″ N, 2° 10′ 37″ E / 41.593613°N,2.177068°E | fitxa | Carregueu una nova foto |
| Carrer Oliana, 22                           | Inscripció: Tempus fugit            | Palau-solità i Plegamans C. Oliana, 22                                         | 41° 35′ 11″ N, 2° 10′ 08″ E / 41.5865°N,2.168772°E   | fitxa | Carregueu una nova foto |
| Ca l'Oromí                                            |                                     | Palau-solità i Plegamans C. Montjuïc, 31                                       | 41° 35′ 15″ N, 2° 10′ 09″ E / 41.587400°N,2.169217°E | fitxa | Carregueu una nova foto |
| Can Bisoli                                  |                                     | Palau-solità i Plegamans C. de Baix                                            | 41° 34′ 42″ N, 2° 10′ 40″ E / 41.578216°N,2.177701°E | fitxa | Carregueu una nova foto |
| Can Gera                                    | Inscripció: Qui té sol què més vol? | Palau-solità i Plegamans C. Bonavista, 4                                       | 41° 35′ 45″ N, 2° 10′ 44″ E / 41.595887°N,2.178799°E | fitxa | Carregueu una nova foto |
| Can Maiol, Campus Arqueològic, Museu Egipci |                                     | Palau-solità i Plegamans Av. Montseny - ctra. de Mollet a Moià                 | 41° 34′ 18″ N, 2° 11′ 02″ E / 41.571796°N,2.18383°E  | fitxa | Carregueu una nova foto |
| Can Malla                                   |                                     | Palau-solità i Plegamans C. de Dalt, 1                                         | 41° 35′ 42″ N, 2° 10′ 47″ E / 41.594867°N,2.179750°E | fitxa | Carregueu una nova foto |
| Can Padró                                   | Dos rellotges de rajoles            | Palau-solità i Plegamans                                                       | 41° 35′ 20″ N, 2° 10′ 54″ E / 41.58895°N,2.181682°E  | fitxa | Carregueu una nova foto |
| Carrer Castell                              |                                     | Palau-solità i Plegamans C. Castell                                            | 41° 35′ 18″ N, 2° 10′ 50″ E / 41.588394°N,2.180435°E | fitxa | Carregueu una nova foto |
| Castell de Plegamans                        |                                     | Palau-solità i Plegamans                                                       | 41° 35′ 00″ N, 2° 10′ 57″ E / 41.583450°N,2.182417°E | fitxa | Carregueu una nova foto |

## Polinyà
| Nom                                | Descripció               | Localització                         | Coordenades                                          | Fitxa | Imatge                                                              |
| ---------------------------------- | ------------------------ | ------------------------------------ | ---------------------------------------------------- | ----- | ------------------------------------------------------------------- |
| Can Monistrol                      | Inscripció: Hora solar   | Polinyà                              | 41° 34′ 16″ N, 2° 08′ 44″ E / 41.571058°N,2.145608°E | fitxa | Can Monistrol (Polinyà) · Vegeu més fotos · Carregueu una nova foto |
| Can Rafel                          |                          | Polinyà C. Major, 32                 |                                                      | fitxa | Carregueu una nova foto                                             |
| Església romànica de Sant Salvador | Inscripció: Tempus fugit | Polinyà Pl. de l'Església            | 41° 33′ 48″ N, 2° 10′ 32″ E / 41.563333°N,2.175556°E | fitxa | Carregueu una nova foto                                             |
| Passatge del carrer Major, 1       |                          | Polinyà Passatge del carrer Major, 1 |                                                      | fitxa | Carregueu una nova foto                                             |

## Rellinars
| Nom                | Descripció                   | Localització                  | Coordenades                                          | Fitxa | Imatge                                           |
| ------------------ | ---------------------------- | ----------------------------- | ---------------------------------------------------- | ----- | ------------------------------------------------ |
| Can Gibert de Dalt |                              | Rellinars                     | 41° 38′ 36″ N, 1° 54′ 44″ E / 41.643217°N,1.912117°E | fitxa | Carregueu una nova foto                          |
| Can Llobet         |                              | Rellinars                     | 41° 38′ 23″ N, 1° 54′ 28″ E / 41.639717°N,1.907883°E | fitxa | Carregueu una nova foto                          |
| Mas les Ferreres   |                              | Rellinars                     | 41° 38′ 28″ N, 1° 54′ 37″ E / 41.641017°N,1.910200°E | fitxa | Carregueu una nova foto                          |
| Ca l'Anton         | Inscripció: Fugit hora utere | Rellinars C. Heribert Pons, 4 |                                                      | fitxa | Ca l'Anton (Rellinars) · Carregueu una nova foto |

## Ripollet
| Nom      | Descripció              | Localització               | Coordenades                                          | Fitxa | Imatge                  |
| -------- | ----------------------- | -------------------------- | ---------------------------------------------------- | ----- | ----------------------- |
| Can Buxó |                         | Ripollet C. Padró, 1       | 41° 29′ 50″ N, 2° 09′ 13″ E / 41.497300°N,2.153633°E | fitxa | Carregueu una nova foto |
| Can Mas  | Restes de dos rellotges | Ripollet C. Sant Jaume, 71 | 41° 29′ 37″ N, 2° 10′ 07″ E / 41.493717°N,2.168650°E | fitxa | Carregueu una nova foto |

## Rubí
| Nom                       | Descripció                                                        | Localització                                  | Coordenades                                          | Fitxa | Imatge                                                                |
| ------------------------- | ----------------------------------------------------------------- | --------------------------------------------- | ---------------------------------------------------- | ----- | --------------------------------------------------------------------- |
| Can Mir, Bar JJ           |                                                                   | Rubí Urbanització Castellnou                  |                                                      | fitxa | Carregueu una nova foto                                               |
| Restaurant Don Peppone    | Inscripció: Tu sense sol i jo sense menjar tots dos no podem anar | Rubí C. del Penedès, 4                        | 41° 29′ 06″ N, 2° 02′ 28″ E / 41.485108°N,2.040985°E | fitxa | Carregueu una nova foto                                               |
| Carrer Pintor Murillo, 87 |                                                                   | Rubí C. Pintor Murillo, 87 - c. Pintor Coello | 41° 29′ 17″ N, 2° 01′ 59″ E / 41.487957°N,2.033076°E | fitxa | Carregueu una nova foto                                               |
| Cal Met Lleó              |                                                                   | Rubí C. de Sant Pere, 40                      | 41° 29′ 29″ N, 2° 01′ 59″ E / 41.491340°N,2.032955°E | fitxa | Carregueu una nova foto                                               |
| Can Feliu                 |                                                                   | Rubí                                          | 41° 30′ 07″ N, 2° 00′ 44″ E / 41.501938°N,2.012295°E | fitxa | Can Feliu (Rubí) · Vegeu més fotos · Carregueu una nova foto          |
| Can Mir                   | Inscripció: Can Mir                                               | Rubí Av. Can Mir, 36                          | 41° 31′ 04″ N, 2° 00′ 15″ E / 41.517727°N,2.004131°E | fitxa | Carregueu una nova foto                                               |
| Can Pi de la Serra        | Inscripció: Si fa sol vina a Can Pi, l'hore que's jo't sabré di   | Rubí Itinerari Serra Oleguera                 | 41° 29′ 54″ N, 1° 59′ 58″ E / 41.498324°N,1.999388°E | fitxa | Can Pi de la Serra (Rubí) · Vegeu més fotos · Carregueu una nova foto |
| Ca n'Alzamora             | Inscripció: Any 2004 / Ca n'Alzamora                              | Rubí Pg. de les Torres, 64                    | 41° 28′ 50″ N, 2° 02′ 00″ E / 41.480467°N,2.033467°E | fitxa | Carregueu una nova foto                                               |
| Ca n'Oriol                | Inscripció: Jo sense sol i tu sense fe no som res                 | Rubí Camí prop de l'av. de l'Estatut          | 41° 29′ 37″ N, 2° 02′ 31″ E / 41.493506°N,2.041985°E | fitxa | Ca n'Oriol (Rubí) · Vegeu més fotos · Carregueu una nova foto         |
| Torre de la Llebre        |                                                                   | Rubí C. Art                                   | 41° 28′ 34″ N, 2° 02′ 05″ E / 41.476015°N,2.034589°E | fitxa | Torre de la Llebre (Rubí) · Vegeu més fotos · Carregueu una nova foto |

## Sabadell
| Nom                                   | Descripció                           | Localització                                                          | Coordenades                                           | Fitxa | Imatge                                                                                 |
| ------------------------------------- | ------------------------------------ | --------------------------------------------------------------------- | ----------------------------------------------------- | ----- | -------------------------------------------------------------------------------------- |
| Carrer Gustavo Adolfo Bécquer 23      | Inscripció: Any 1961 / Laus Deo      | Sabadell C. Gustavo Adolfo Bécquer 23 - c. Sorolla 59. Barri Can Rull |                                                       | fitxa | Carregueu una nova foto                                                                |
| Centre de Formació d'Adults Concòrdia | Dos rellotges de reflexió            | Sabadell C. Solidaritat, 21                                           |                                                       | fitxa | Carregueu una nova foto                                                                |
| Castellarnau                          |                                      | Sabadell C. de les Mares de la Plaça de Maig, 3                       | 41° 33′ 33″ N, 2° 04′ 22″ E / 41.559183°N,2.072900°E  | fitxa | Carregueu una nova foto                                                                |
| Institut del Vallès                   |                                      | Sabadell C. Valentí Almirall                                          |                                                       | fitxa | Carregueu una nova foto                                                                |
| Casa davant l'ermita de Sant Julià    |                                      | Sabadell Prop ctra. Matadepera, interior                              |                                                       | fitxa | Carregueu una nova foto                                                                |
| Masia del Bosc de Can Deu             | Inscripció: Compto les hores serenes | Sabadell Ctra. de Matadepera                                          | 41° 34′ 44″ N, 2° 05′ 00″ E / 41.578889°N,2.083333°E  | fitxa | Masia del Bosc de Can Deu (Sabadell) · Vegeu més fotos · Carregueu una nova foto       |
| Museu d'Història de Sabadell          |                                      | Sabadell C. Sant Antoni, 13                                           | 41° 32′ 53″ N, 2° 06′ 28″ E / 41.5481°N,2.1078°E      | fitxa | Carregueu una nova foto                                                                |
| Plaça Primer de Maig                  |                                      | Sabadell Pl. Primer de Maig, barri de Can Puigjaner                   |                                                       | fitxa | Plaça Primer de Maig (Sabadell) · Carregueu una nova foto                              |
| Carrer de Gurrea, 88                  |                                      | Sabadell C. de Gurrea, 88                                             | 41° 32′ 36″ N, 2° 06′ 52″ E / 41.543383°N,2.114583°E  | fitxa | Carregueu una nova foto                                                                |
| Carrer Montseny                       |                                      | Sabadell C. Montseny                                                  |                                                       | fitxa | Carregueu una nova foto                                                                |
| Carrer Turull, 51                     |                                      | Sabadell C. Turull, 51                                                | 41° 32′ 38″ N, 2° 06′ 52″ E / 41.543767°N,2.114333°E  | fitxa | Carregueu una nova foto                                                                |
| Ca n'Oriac                            | Inscripció: 1876                     | Sabadell C. de la Mola, 22                                            | 41° 33′ 58″ N, 2° 05′ 12″ E / 41.566050°N,2.086617°E  | fitxa | Ca n'Oriac (Sabadell) · Carregueu una nova foto                                        |
| Església de Sant Julià d'Altura       |                                      | Sabadell Ctra. de Matadepera                                          | 41° 34′ 59″ N, 2° 04′ 03″ E / 41.583183°N,2.067383°E  | fitxa | Església de Sant Julià d'Altura (Sabadell) · Vegeu més fotos · Carregueu una nova foto |
| Granja del Pas                        |                                      | Sabadell Parc Central del Vallès                                      | 41° 31′ 23″ N, 2° 06′ 33″ E / 41.523067°N,2.109233°E  | fitxa | Granja del Pas (Sabadell) · Vegeu més fotos · Carregueu una nova foto                  |
| Institut Sabadell                     |                                      | Sabadell C. Juvenal, 1, barri Can Rull                                |                                                       | fitxa | Carregueu una nova foto                                                                |
| El Pati de l'Aliança                  |                                      | Sabadell C. Sant Josep, 2                                             | 41° 32′ 51″ N, 2° 06′ 36″ E / 41.547600°N,2.109883°E  | fitxa | El Pati de l'Aliança (Sabadell) · Carregueu una nova foto                              |
| Can Pagès Vell                        |                                      | Sabadell Pla de Togores                                               | 41° 34′ 35″ N, 2° 06′ 35″ E / 41.5763666°N,2.109617°E | fitxa | Carregueu una nova foto                                                                |
| Can Manent                            |                                      | Sabadell Torrent de Can Quer                                          | 41° 34′ 33″ N, 2° 07′ 04″ E / 41.5759°N,2.1177°E      | fitxa | Carregueu una nova foto                                                                |

## Sant Cugat del Vallès
| Nom                                       | Descripció                                                        | Localització                                                          | Coordenades                                          | Fitxa | Imatge                                                                                     |
| ----------------------------------------- | ----------------------------------------------------------------- | --------------------------------------------------------------------- | ---------------------------------------------------- | ----- | ------------------------------------------------------------------------------------------ |
| Avinguda de les Roquetes, 11              |                                                                   | Sant Cugat del Vallès Av. de les Roquetes, 11                         | 41° 29′ 00″ N, 2° 05′ 27″ E / 41.483344°N,2.090725°E | fitxa | Carregueu una nova foto                                                                    |
| Avinguda del Llac, 8                      |                                                                   | Sant Cugat del Vallès Av. del Llac, 8. Urbanització Sol i Aire        | 41° 26′ 33″ N, 2° 06′ 22″ E / 41.442417°N,2.106050°E | fitxa | Carregueu una nova foto                                                                    |
| Avinguda Fontanals                        |                                                                   | Sant Cugat del Vallès Av. Fontanals                                   |                                                      | fitxa | Carregueu una nova foto                                                                    |
| Carrer Joan XXIII, 24                     |                                                                   | Sant Cugat del Vallès C. Joan XXIII, 24                               | 41° 28′ 39″ N, 2° 05′ 18″ E / 41.477433°N,2.088345°E | fitxa | Carregueu una nova foto                                                                    |
| Cal Salero                                |                                                                   | Sant Cugat del Vallès C. Sant Antoni, 8                               | 41° 28′ 11″ N, 2° 04′ 56″ E / 41.469850°N,2.082117°E | fitxa | Cal Salero (Sant Cugat del Vallès) · Carregueu una nova foto                               |
| Casa Armet                                | Inscripció: Docet umbra                                           | Sant Cugat del Vallès Av. Gràcia, 30                                  | 41° 28′ 01″ N, 2° 05′ 03″ E / 41.467033°N,2.084250°E | fitxa | Carregueu una nova foto                                                                    |
| Can Bellet                                |                                                                   | Sant Cugat del Vallès Av. Can Bellet                                  | 41° 28′ 58″ N, 2° 04′ 07″ E / 41.482650°N,2.068533°E | fitxa | Carregueu una nova foto                                                                    |
| Can Borrell                               |                                                                   | Sant Cugat del Vallès Camí de Can Borrell                             | 41° 27′ 30″ N, 2° 06′ 44″ E / 41.458419°N,2.112323°E | fitxa | Can Borrell (Sant Cugat del Vallès) · Vegeu més fotos · Carregueu una nova foto            |
| Can Delaire                               |                                                                   | Sant Cugat del Vallès Lateral de l'AP-7                               | 41° 29′ 19″ N, 2° 04′ 00″ E / 41.488600°N,2.066667°E | fitxa | Can Delaire (Sant Cugat del Vallès) · Vegeu més fotos · Carregueu una nova foto            |
| Can Fontanals                             |                                                                   | Sant Cugat del Vallès Ctra. a Rubí                                    | 41° 28′ 51″ N, 2° 03′ 03″ E / 41.480819°N,2.050844°E | fitxa | Can Fontanals (Sant Cugat del Vallès) · Carregueu una nova foto                            |
| Can Guix, Can Salves                      |                                                                   | Sant Cugat del Vallès                                                 |                                                      | fitxa | Carregueu una nova foto                                                                    |
| Can Móra, seu del Club de Golf Sant Cugat |                                                                   | Sant Cugat del Vallès Rambla                                          | 41° 27′ 45″ N, 2° 04′ 36″ E / 41.462600°N,2.076794°E | fitxa | Can Móra (Sant Cugat del Vallès) · Vegeu més fotos · Carregueu una nova foto               |
| Carrer Giuseppe Verdi, 27                 | Inscrpció: Carpe Diem / 1999                                      | Sant Cugat del Vallès C. Giuseppe Verdi, 27                           | 41° 27′ 54″ N, 2° 05′ 02″ E / 41.464967°N,2.083856°E | fitxa | Carregueu una nova foto                                                                    |
| Can Quitèria                              |                                                                   | Sant Cugat del Vallès Rambla Can Móra                                 | 41° 28′ 07″ N, 2° 04′ 58″ E / 41.468714°N,2.082769°E | fitxa | Can Quitèria (Sant Cugat del Vallès) · Vegeu més fotos · Carregueu una nova foto           |
| Plaça Kairós                              |                                                                   | Sant Cugat del Vallès Av. Alcalde Barnils, 2, dins del Col·legi Viaró |                                                      | fitxa | Carregueu una nova foto                                                                    |
| Rambla de Can Bell, 1-3                   |                                                                   | Sant Cugat del Vallès Rambla de Can Bell 1-3 - ctra. de l'Arrabassada | 41° 27′ 27″ N, 2° 05′ 27″ E / 41.457386°N,2.090957°E | fitxa | Rambla de Can Bell, 1-3 (Sant Cugat del Vallès) · Carregueu una nova foto                  |
| Rambla Ribatallada, 16                    |                                                                   | Sant Cugat del Vallès Rambla Ribatallada, 16                          | 41° 28′ 03″ N, 2° 04′ 56″ E / 41.467603°N,2.082213°E | fitxa | Rambla Ribatallada, 16 (Sant Cugat del Vallès) · Vegeu més fotos · Carregueu una nova foto |
| Ca n'Ametller                             |                                                                   | Sant Cugat del Vallès Camí Ca n'Ametller                              | 41° 28′ 41″ N, 2° 02′ 46″ E / 41.478071°N,2.046218°E | fitxa | Ca n'Ametller (Sant Cugat del Vallès) · Vegeu més fotos · Carregueu una nova foto          |
| Avinguda Pere Planas, 276                 |                                                                   | Sant Cugat del Vallès Av. Pere Planas, 276. La Floresta               | 41° 26′ 37″ N, 2° 05′ 26″ E / 41.443641°N,2.090658°E | fitxa | Carregueu una nova foto                                                                    |
| Carrer Moret, 2                           |                                                                   | Sant Cugat del Vallès C. Moret, 2. La Floresta                        | 41° 26′ 32″ N, 2° 02′ 20″ E / 41.442189°N,2.038906°E | fitxa | Carregueu una nova foto                                                                    |
| Carrer Oceà Atlàntic, 23                  |                                                                   | Sant Cugat del Vallès C. Oceà Atlàntic, 23. La Floresta               | 41° 27′ 27″ N, 2° 04′ 48″ E / 41.457383°N,2.080017°E | fitxa | Carregueu una nova foto                                                                    |
| Can Bosquets                              |                                                                   | Sant Cugat del Vallès La Floresta                                     | 41° 26′ 13″ N, 2° 03′ 59″ E / 41.436867°N,2.066483°E | fitxa | Carregueu una nova foto                                                                    |
| Can Trabal                                |                                                                   | Sant Cugat del Vallès C. Josep M. Sert, 3. La Floresta                | 41° 27′ 20″ N, 2° 04′ 43″ E / 41.455667°N,2.078500°E | fitxa | Can Trabal (Sant Cugat del Vallès) · Vegeu més fotos · Carregueu una nova foto             |
| Carrer Guadalajara, 52                    |                                                                   | Sant Cugat del Vallès C. Guadalajara, 52. Mirasol                     | 41° 28′ 08″ N, 2° 02′ 05″ E / 41.468808°N,2.034588°E | fitxa | Carregueu una nova foto                                                                    |
| Can Roca                                  | Inscripció: Si vols que marqui l'hora fes que faixi sol a tothora | Sant Cugat del Vallès C. d'Astúries. Mirasol                          | 41° 28′ 21″ N, 2° 02′ 20″ E / 41.472489°N,2.038906°E | fitxa | Carregueu una nova foto                                                                    |
| Can Gener                                 | Un dels dos rellotges                                             | Sant Cugat del Vallès Sant Medir                                      | 41° 26′ 41″ N, 2° 07′ 03″ E / 41.444643°N,2.117513°E | fitxa | Can Gener (Sant Cugat del Vallès) · Vegeu més fotos · Carregueu una nova foto              |
| Can Gener                                 | Un dels dos rellotges                                             | Sant Cugat del Vallès Sant Medir                                      | 41° 26′ 41″ N, 2° 07′ 03″ E / 41.444643°N,2.117513°E | fitxa | Can Gener (Sant Cugat del Vallès) · Vegeu més fotos · Carregueu una nova foto              |
| Can Cadena                                |                                                                   | Sant Cugat del Vallès Rambla Mn. Cinto Verdaguer, 10. Valldoreix      | 41° 27′ 29″ N, 2° 03′ 58″ E / 41.458067°N,2.066133°E | fitxa | Can Cadena (Sant Cugat del Vallès) · Vegeu més fotos · Carregueu una nova foto             |
| Can Majó                                  | Dos rellotges                                                     | Sant Cugat del Vallès Pg. d'Olabarria. Valldoreix                     | 41° 27′ 34″ N, 2° 03′ 55″ E / 41.459442°N,2.065256°E | fitxa | Can Majó (Sant Cugat del Vallès) · Carregueu una nova foto                                 |

## Sant Llorenç Savall
| Nom                                  | Descripció                                                       | Localització                                                  | Coordenades                                          | Fitxa | Imatge                  |
| ------------------------------------ | ---------------------------------------------------------------- | ------------------------------------------------------------- | ---------------------------------------------------- | ----- | ----------------------- |
| Cal Peça                             |                                                                  | Sant Llorenç Savall C. Sant Feliu, 14                         |                                                      | fitxa | Carregueu una nova foto |
| Ermita de Sant Feliu de Vallcàrquera |                                                                  | Sant Llorenç Savall Sobre la masia l'Ermengol, a Vallcàrquera | 41° 42′ 08″ N, 2° 03′ 33″ E / 41.702205°N,2.059126°E | fitxa | Carregueu una nova foto |
| Mas Dalmau                           | Dos rellotges. Inscripció: 1697 / Només compto les hores serenes | Sant Llorenç Savall Ctra. de Castellar                        | 41° 39′ 25″ N, 2° 01′ 56″ E / 41.657064°N,2.03222°E  | fitxa | Carregueu una nova foto |
| Masia Vilaterçana                    |                                                                  | Sant Llorenç Savall                                           | 41° 41′ 55″ N, 2° 03′ 09″ E / 41.698565°N,2.052473°E | fitxa | Carregueu una nova foto |
| Cal Gregori                          | Inscripció: Si a ta casa bols bonansa a ningu fasas fiansa       | Sant Llorenç Savall C. Barcelona, 17 - c. Bisbe Solà          | 41° 40′ 42″ N, 2° 03′ 32″ E / 41.678206°N,2.058910°E | fitxa | Carregueu una nova foto |
| Can Brossa                           | Inscripció: Si vols saber quan declina pren la mida              | Sant Llorenç Savall La Vall d'Horta                           | 41° 40′ 50″ N, 2° 01′ 33″ E / 41.680503°N,2.02587°E  | fitxa | Carregueu una nova foto |
| Carrer Nou                           | Inscripció: Par al Sr. Dr. Josep Mª Barriga y Sala               | Sant Llorenç Savall C. Nou, pati interior d'una casa          |                                                      | fitxa | Carregueu una nova foto |
| El Marquet de les Roques             | Inscripció: AºOr 1879                                            | Sant Llorenç Savall La Vall d'Horta                           | 41° 40′ 38″ N, 2° 01′ 13″ E / 41.677300°N,2.020367°E | fitxa | Carregueu una nova foto |
| Masia la Roca                        |                                                                  | Sant Llorenç Savall Pati interior. La Vall d'Horta            | 41° 40′ 12″ N, 2° 02′ 35″ E / 41.669882°N,2.042942°E | fitxa | Carregueu una nova foto |

## Sant Quirze del Vallès
| Nom                   | Descripció                                                    | Localització                                 | Coordenades                                          | Fitxa | Imatge                                                                         |
| --------------------- | ------------------------------------------------------------- | -------------------------------------------- | ---------------------------------------------------- | ----- | ------------------------------------------------------------------------------ |
| Can Barra             |                                                               | Sant Quirze del Vallès Av. Can Barra         |                                                      | fitxa | Carregueu una nova foto                                                        |
| Parc de les Fonts     | Monumental                                                    | Sant Quirze del Vallès                       | 41° 31′ 17″ N, 2° 02′ 06″ E / 41.521250°N,2.034967°E | fitxa | Carregueu una nova foto                                                        |
| Carrer Barcelona, 40  | Inscripció: El temps no el pots deturar però pots no perdre'l | Sant Quirze del Vallès C. Barcelona, 40      |                                                      | fitxa | Carregueu una nova foto                                                        |
| Can Camps             | Inscripció: Les Alzines. F.C.S.                               | Sant Quirze del Vallès                       | 41° 30′ 35″ N, 2° 04′ 19″ E / 41.509857°N,2.071841°E |       | Can Camps (Sant Quirze del Vallès) · Carregueu una nova foto                   |
| Can Viver de la Serra |                                                               | Sant Quirze del Vallès Ctra. C-1413a km 16   | 41° 31′ 07″ N, 2° 04′ 08″ E / 41.518667°N,2.068917°E | fitxa | Carregueu una nova foto                                                        |
| Mas Duran             |                                                               | Sant Quirze del Vallès Rambla Lluís Companys | 41° 31′ 58″ N, 2° 05′ 06″ E / 41.532667°N,2.085000°E | fitxa | Mas Duran (Sant Quirze del Vallès) · Vegeu més fotos · Carregueu una nova foto |
| Masia Ferran          |                                                               | Sant Quirze del Vallès C. del Mig            |                                                      | fitxa | Carregueu una nova foto                                                        |

## Santa Perpètua de Mogoda
| Nom                            | Descripció                                                 | Localització                                              | Coordenades                                          | Fitxa | Imatge                  |
| ------------------------------ | ---------------------------------------------------------- | --------------------------------------------------------- | ---------------------------------------------------- | ----- | ----------------------- |
| Carrer Josep Jardí             | Inscripció: Mentre el sol em tocarà sabràs l'hora que serà | Santa Perpètua de Mogoda C. Josep Jardí - c. Sant Llorenç |                                                      | fitxa | Carregueu una nova foto |
| Escola Taller Torre del Rector |                                                            | Santa Perpètua de Mogoda Pol. Ind. Can Roc                |                                                      | fitxa | Carregueu una nova foto |
| Cal Gatzira                    |                                                            | Santa Perpètua de Mogoda C. Rambla, 53-55                 | 41° 32′ 07″ N, 2° 10′ 57″ E / 41.535383°N,2.182515°E | fitxa | Carregueu una nova foto |
| Can Garrell                    | Dos rellotges. Inscripció: Tempus fugit                    | Santa Perpètua de Mogoda C. Josep Jardí, 7-11             |                                                      | fitxa | Carregueu una nova foto |
| Granja Soldevila               |                                                            | Santa Perpètua de Mogoda Camí de la Granja                | 41° 31′ 36″ N, 2° 11′ 09″ E / 41.526667°N,2.185717°E | fitxa | Carregueu una nova foto |
| Ca l'Andal                     | Inscripció: 1808                                           | Santa Perpètua de Mogoda Pl. Alta, 2. La Florida          |                                                      | fitxa | Carregueu una nova foto |
| Restaurant Castell de Santiga  |                                                            | Santa Perpètua de Mogoda Ctra. de Sabadell. Santiga       | 41° 32′ 06″ N, 2° 09′ 07″ E / 41.535081°N,2.152033°E | fitxa | Carregueu una nova foto |

## Sentmenat
| Nom                            | Descripció                                                      | Localització                                           | Coordenades                                            | Fitxa | Imatge                                                                       |
| ------------------------------ | --------------------------------------------------------------- | ------------------------------------------------------ | ------------------------------------------------------ | ----- | ---------------------------------------------------------------------------- |
| Cal Pates                      |                                                                 | Sentmenat C. Climent Humet, 48                         |                                                        | fitxa | Cal Pates (Sentmenat) · Carregueu una nova foto                              |
| Can Mas                        |                                                                 | Sentmenat Ctra. de Polinyà                             | 41° 36′ 01″ N, 2° 08′ 10″ E / 41.600200°N,2.136083°E   | fitxa | Carregueu una nova foto                                                      |
| Can Pedró                      |                                                                 | Sentmenat                                              |                                                        | fitxa | Carregueu una nova foto                                                      |
| Restaurant Mas Oliveres        | Inscripció: Jo sense sol i tú sense fe cap dels dos no valem ré | Sentmenat Urbanització Can Vinyals                     |                                                        | fitxa | Carregueu una nova foto                                                      |
| Carrer Caldes, 50-52           | Inscripció: Bon dia                                             | Sentmenat C. Caldes, 50-52                             | 41° 36′ 28″ N, 2° 08′ 11″ E / 41.6077463°N,2.1365247°E | fitxa | Carrer Caldes, 50-52 (Sentmenat) · Carregueu una nova foto                   |
| Can Fruitós                    |                                                                 | Sentmenat Camí del Castell                             | 41° 37′ 19″ N, 2° 07′ 49″ E / 41.621850°N,2.130183°E   | fitxa | Carregueu una nova foto                                                      |
| Carrer Lluna, 23               |                                                                 | Sentmenat C. Lluna, 23                                 | 41° 36′ 22″ N, 2° 08′ 16″ E / 41.60624°N,2.137715°E    | fitxa | Carregueu una nova foto                                                      |
| Castell de Sentmenat           | Dos rellotges                                                   | Sentmenat                                              | 41° 37′ 00″ N, 2° 07′ 59″ E / 41.616533°N,2.133067°E   | fitxa | Castell de Sentmenat (Sentmenat) · Vegeu més fotos · Carregueu una nova foto |
| Mas d'en Cisa                  | Inscripció: Any 1436 / Mas d'en Cisa                            | Sentmenat                                              | 41° 37′ 19″ N, 2° 08′ 31″ E / 41.622083°N,2.141917°E   | fitxa | Carregueu una nova foto                                                      |
| Mas Ventós, antic Mas Mallofré | Inscripció: Deu envia la claror                                 | Sentmenat C. Isidre Margenat. Urbanització Pedra Santa | 41° 34′ 38″ N, 2° 07′ 34″ E / 41.5773°N,2.1261°E       | fitxa | Carregueu una nova foto                                                      |

## Terrassa
| Nom                                           | Descripció                                                           | Localització                                   | Coordenades                                            | Fitxa | Imatge                                                                        |
| --------------------------------------------- | -------------------------------------------------------------------- | ---------------------------------------------- | ------------------------------------------------------ | ----- | ----------------------------------------------------------------------------- |
| Torre Mossèn Homs, Escola d'Hosteleria        |                                                                      | Terrassa Ctra. C-1415a a Castellar, km 18,8    | 41° 34′ 59″ N, 2° 02′ 19″ E / 41.583009°N,2.038747°E   | fitxa | Torre Mossèn Homs (Terrassa) · Vegeu més fotos · Carregueu una nova foto      |
| Atlètic Terrassa Hockey Club, Can Salas       |                                                                      | Terrassa Crta. Castellar-Matadepera, km 20,300 |                                                        | fitxa | Carregueu una nova foto                                                       |
| Carrer Salmeron, 91                           | Inscripció: Una ex horis meis erit ultima tibi                       | Terrassa C. Salmeron, 91                       |                                                        | fitxa | Carregueu una nova foto                                                       |
| Ca n'Arnella                                  | Dos rellotges                                                        | Terrassa Ctra. de Sabadell a Matadepera, km 4  | 41° 35′ 23″ N, 2° 02′ 35″ E / 41.58985°N,2.043162°E    | fitxa | Carregueu una nova foto                                                       |
| Can Palet de la Quadra                        |                                                                      | Terrassa Av. Glòries Catalanes, 119-121        | 41° 33′ 22″ N, 2° 01′ 41″ E / 41.555997°N,2.027965°E   | fitxa | Can Palet de la Quadra (Terrassa) · Vegeu més fotos · Carregueu una nova foto |
| Ca n'Amat de la Muntanya                      | Inscripció: Si no fos Deu que s'enrecorda ni tu ni jo tindriem corda | Terrassa Ctra. B-122 km 3                      | 41° 35′ 20″ N, 1° 59′ 26″ E / 41.588983°N,1.990550°E   | fitxa | Carregueu una nova foto                                                       |
| Can Figueres del Mas                          |                                                                      | Terrassa Camí de Torrebonica                   | 41° 33′ 29″ N, 2° 03′ 16″ E / 41.558150°N,2.054500°E   | fitxa | Carregueu una nova foto                                                       |
| Can Font de Gaià                              |                                                                      | Terrassa Ctra. B-122 km 2,600                  | 41° 34′ 53″ N, 1° 58′ 46″ E / 41.581267°N,1.979317°E   | fitxa | Can Font de Gaià (Terrassa) · Carregueu una nova foto                         |
| Can Guitard de la Riera                       |                                                                      | Terrassa Ctra. de Rubí                         | 41° 32′ 11″ N, 2° 01′ 26″ E / 41.536483°N,2.023933°E   | fitxa | Carregueu una nova foto                                                       |
| Can Minguet                                   | Inscripció: Bon dia                                                  | Terrassa C. Pla de l'Ametllera, 1              | 41° 34′ 16″ N, 2° 00′ 36″ E / 41.570983°N,2.009967°E   | fitxa | Carregueu una nova foto                                                       |
| Can Montllor                                  |                                                                      | Terrassa Camí dels Monjos                      | 41° 34′ 43″ N, 2° 02′ 14″ E / 41.578600°N,2.037200°E   | fitxa | Can Montllor (Terrassa) · Carregueu una nova foto                             |
| Església de Sant Pere                         |                                                                      | Terrassa Pl. Rector Homs                       | 41° 34′ 01″ N, 2° 01′ 04″ E / 41.5669224°N,2.0179072°E | fitxa | Església de Sant Pere (Terrassa) · Vegeu més fotos · Carregueu una nova foto  |
| Farmàcia del Cacho, antiga Farmàcia Albinyana |                                                                      | Terrassa C. Raval de Montserrat, 48            | 41° 33′ 48″ N, 2° 00′ 32″ E / 41.56336°N,2.008894°E    | fitxa | Farmàcia del Cacho (Terrassa) · Vegeu més fotos · Carregueu una nova foto     |
| Restaurant Can Bondia                         | Inscripció: Can Bondia                                               | Terrassa Ctra. Castellar-Matadepera            | 41° 31′ 46″ N, 2° 02′ 16″ E / 41.529511°N,2.0378111°E  | fitxa | Carregueu una nova foto                                                       |
| Can Fonollet                                  |                                                                      | Terrassa Les Fonts                             | 41° 31′ 11″ N, 2° 01′ 55″ E / 41.519783°N,2.031933°E   | fitxa | Can Fonollet (Terrassa) · Vegeu més fotos · Carregueu una nova foto           |

## Vacarisses
| Nom                             | Descripció                                     | Localització                                                      | Coordenades                                          | Fitxa | Imatge                                                                         |
| ------------------------------- | ---------------------------------------------- | ----------------------------------------------------------------- | ---------------------------------------------------- | ----- | ------------------------------------------------------------------------------ |
| Carrer Alfons Sala, 8           | Inscripció: L'hora que veus és l'hora que vius | Vacarisses C. Alfons Sala, 8                                      | 41° 36′ 27″ N, 1° 55′ 03″ E / 41.607517°N,1.917433°E | fitxa | Carregueu una nova foto                                                        |
| Cal Pau dels Garrells           |                                                | Vacarisses C. d'Alfons Sala, 25 - c. Sant Josep, 1                |                                                      | fitxa | Carregueu una nova foto                                                        |
| Casa de la família Miralda-Coll |                                                | Vacarisses                                                        |                                                      | fitxa | Carregueu una nova foto                                                        |
| Casa Nova de l'Obac             |                                                | Vacarisses Parc Natural de Sant Llorenç de Munt i Serra de l'Obac | 41° 37′ 18″ N, 1° 57′ 15″ E / 41.621666°N,1.95403°E  | fitxa | Casa Nova de l'Obac (Vacarisses) · Vegeu més fotos · Carregueu una nova foto   |
| Castell de Vacarisses           | Dos rellotges bessons                          | Vacarisses                                                        | 41° 36′ 27″ N, 1° 55′ 05″ E / 41.607533°N,1.917967°E | fitxa | Castell de Vacarisses (Vacarisses) · Vegeu més fotos · Carregueu una nova foto |
| Pati del Lladern                |                                                | Vacarisses C. Alfons Sala                                         |                                                      | fitxa | Carregueu una nova foto                                                        |
| Cal Domènech                    |                                                | Vacarisses Pl. de Sant Ignasi, 6                                  | 41° 36′ 35″ N, 1° 54′ 56″ E / 41.609733°N,1.915600°E | fitxa | Carregueu una nova foto                                                        |

## Viladecavalls
| Nom                                   | Descripció                      | Localització                                | Coordenades                                          | Fitxa | Imatge                  |
| ------------------------------------- | ------------------------------- | ------------------------------------------- | ---------------------------------------------------- | ----- | ----------------------- |
| Can Trias                             |                                 | Viladecavalls C. Santa Maria del Toudell, 3 | 41° 33′ 46″ N, 1° 58′ 48″ E / 41.56269°N,1.980025°E  | fitxa | Carregueu una nova foto |
| Can Trullàs, Casa Nova de Can Trullàs |                                 | Viladecavalls                               | 41° 33′ 17″ N, 1° 56′ 42″ E / 41.554643°N,1.944955°E | fitxa | Carregueu una nova foto |
| Carrer de Dalt, 56                    | Inscripció: Pau en aquesta llar | Viladecavalls C. de Dalt, 56                | 41° 33′ 11″ N, 1° 57′ 10″ E / 41.553077°N,1.952712°E | fitxa | Carregueu una nova foto |
| Carrer Nou, 60                        |                                 | Viladecavalls C. Nou, 60                    | 41° 33′ 13″ N, 1° 57′ 06″ E / 41.553497°N,1.951631°E | fitxa | Carregueu una nova foto |
| Casas del polígon Can Mir             |                                 | Viladecavalls C. Sant Miquel del Toudell    | 41° 33′ 16″ N, 1° 58′ 20″ E / 41.554472°N,1.972258°E | fitxa | Carregueu una nova foto |